# Gustavo Roldán
Gustavo Roldán fue un escritor argentino nacido el 16 de agosto de 1935 en Sáenz Peña, Provincia de Chaco
Centró su trabajo como director de colecciones de libros para niños. Fue coordinador de talleres literarios de escritura y reflexión; de grupos de trabajo sobre literatura infantil; de talleres y encuentros con niños en escuelas y bibliotecas en su país. Además se desempeñó en medios gráficos, como las revistas infantiles Humi y Billiken.
Se licenció en Letras Modernas de la Facultad de Filosofía y Humanidades de la Universidad Nacional de Córdoba.
Junto a su esposa, que también era escritora de libros infantiles Laura Devetach, fueron defensores de la literatura infantil como literatura en sí misma, despojada de intenciones moralizantes:

Hay demasiados educadores –los padres, la policía, la escuela y las iglesias–; la función de la literatura es cualquier cosa menos esa. Que de paso también educa, sí, pero esa no es su función.

Según declara en su autobiografía, "aspiro a escribir textos donde la cantidad de años que tenga el lector no sea más que un accidente como el verano o la lluvia o el frío." Se inspiró en los paisajes de su infancia y en la mitología popular
"Crecí en el monte, en el Chaco, cerca del río Bermejo, en Fortín Lavalle, bien al norte de la provincia. Mi padre tenía hacienda y vivíamos en el campo. No había libros en ese lugar pero existían cuentos todos los días. Los domadores, los arrieros, todos los hombres que trabajaban con las vacas, cuando volvían, tarde, preparaban un fogón para hacer el asado y mientras tomaban mate contaban cuentos que hace cientos de años que circulan por el mundo: cuentos de Pedro Urdemales, de la luz mala, de aparecidos, de miedo... todos los cuentos folclóricos
Fue ganador del primer premio del Concurso Internacional de Cuentos para Niños, del Premio Periquillo (México), el Tercer Premio Bibliotecas de Literatura y del Premio del Fondo Nacional de las Artes.

## Obras
- 1982 - Sobre lluvias y sapos
- 1983 – El monte era una fiesta
- 1984 - El traje del emperador
- 1984 - Historia de Pajarito Remendado
- 1984 - Un pájaro de papel
- 1984 - Zorro y medio. Versión libre de cuentos populares.
- 1985 - Pedro Urdemales y el árbol de plata. Versión libre de cuentos populares.
- 1986 - Como si el ruido pudiera molestar. Ilustraciones de Alicia Charré,  Libros del Quirquincho, Buenos Aires, 1986.
- 1986 - Cuentos de Pedro Urdemales
- 1986 - Cuentos del zorro
- 1986 - El carnaval de los sapos
- 1987 - El diablo en la botella
- 1987 - La leyenda del Bicho Colorado
- 1988 - Prohibido el elefante
- 1989 - El trompo de palo santo
- 1989 - Sapo en Buenos Aires
- 1990 - El hombre que pisó su sombra
- 1990 - Juego de sombras
- 1990 - La canción de las pulgas
- 1990 - Penas de amor y de mar, con ilustraciones de Raúl Fortín.
- 1990 - ¿Quién levanta esta piedra? Versión libre del cuento de Ion Creanga.
- 1991 - Mi animalito
- 1991 - Payada sobre sapos y piojos
- 1991 - Todos los juegos el juego
- 1991 - Un largo roce de alas
- 1992 - El enmascarado no se rinde. Cuentos callejeros.
- 1993 - Balada del aullador
- 1993 - Cuentos con pájaros
- 1993 - La venganza de la hormiga. Cuentos callejeros.
- 1993 - Payada del Bicho Colorado
- 1993 - Tiempo de mentirosos
- 1994 - Cuentos crueles. Versión libre de cuentos de Saki.
- 1994 - Las pulgas no andan por las ramas
- 1994 - Los siete viajes de Simbad el marino. Versión libre de cuentos de Las mil y una noches.
- 1995 - El carnaval de los sapos
- 1995 - La dama o el tigre. Versión libre de cuentos fantásticos.
- 1995 - La marca del Zorro. Chistes callejeros.
- 1995 - La noche del elefante
- 1996 - Crimen en el arca
- 1996 - El ahijado de la muerte
- 1996 - Juegos del cielo y del infierno
- 1996 - Las aventuras de Pinocho. Versión libre de la novela de Carlo Collodi (en colaboración con Laura Devetach).
- 1997 - Dragón
- 1997 - El último dragón
- 1997 - Pactos con el diablo
- 1998 - Aladino y la lámpara maravillosa. (Versión libre)
- 1998 - Historias del piojo
- 1998 - La leyenda del bicho colorado
- 1998 - Una lluvia de pájaros
- 1999 - Cuentos que cuentan los indios
- 1999 - Como si el ruido pudiera molestar.  Ilustraciones de Luis Scafati, Grupo Editorial Norma, Bogotá, 1999.
- 2000 - Cuentos del zorro
- 2000 - Animal de patas largas
- 2000 - Cuentos de Pedro Urdemales
- 2000 - Las pulgas no vuelan
- 2002 - El viaje más largo del mundo
- 2003 - Un largo roce de alas
- 2004 - El camino de la hormiga
- 2004 - Pájaro de nueve colores
- 2004 - Cuentos con plumas y sin plumas
- 2004 - El pájaro más pequeño
- 2005 - El vuelo del sapo
- 2006 - Maldición de dragón
- 2006 - Cuando el río suena
- 2006 - La pulga preguntona
- 2006 - Las pulgas no andan por las ramas
- 2007 - Y entonces llegó el lobo
- 2007 - Historia del dragón y la princesa
- 2010 - Carnavales eran los de antes
- 2010 - cada uno se divierte como puede
- 2011 - El último dragón
- 2011 - Piojo caminador..."

## Membresías y distinciones
- Primer Premio Concurso Nacional de Cuentos - Cosquín - 1969.
- Primer Premio Concurso Internacional de cuentos para niños.
- Premio Periquillo - México - 1979.
- Integrante de la Lista de Honor de ALIJA (Asociación de Literatura Infantil y Juvenil de Argentina) - 1991.
- Lista de Honor de ALIJA - 1992 por "Todos los juegos el juego".
- Tercer Premio Nacional de Literatura - Rubro Literatura infantil 1992 por "Como si el ruido pudiera molestar".
- Lista de Honor de ALIJA - 1994.
- Premio Konex - Diploma al Mérito otorgado por la Fundación Konex (2004 y 1994).
- Segundo Premio Nacional de Literatura - Rubro Literatura Infantil - 1995 por "Todos los juegos el juego".
- Premio Fondo Nacional de las Artes.
- Programa Creación Concurso Becas Nacionales coco 1995.